# Новоильмовское сельское поселение (Черемшанский район)
Новоильмовское се́льское поселе́ние — муниципальное образование в Черемшанском районе Татарстана Российской Федерации.
Административный центр — село Новое Ильмово.

## История
Статус и границы сельского поселения установлены Законом Республики Татарстан от 31 января 2005 года № 45-ЗРТ «Об установлении границ территорий и статусе муниципального образования „Черемшанский муниципальный район“ и муниципальных образований в его составе».

## Население
| 2010  | 2011  | 2012  | 2013  | 2014  | 2015  | 2016  |
| ----- | ----- | ----- | ----- | ----- | ----- | ----- |
| 1334  | ↘1331 | ↘1290 | ↘1271 | ↘1266 | ↘1263 | ↘1257 |
| 2017  | 2018  |       |       |       |       |       |
| ↘1241 | ↘1230 |       |       |       |       |       |

## Состав сельского поселения
| № | Населённый пункт | Тип населённого пункта       | Население |
| - | ---------------- | ---------------------------- | --------- |
| 1 | Новое Ильмово    | село, административный центр |           |
| 2 | Старое Ильмово   | село                         |           |